# Artabotrys camptopetala
Artabotrys camptopetala är en kirimojaväxtart som beskrevs av Friedrich Ludwig Diels. Artabotrys camptopetala ingår i släktet Artabotrys och familjen kirimojaväxter. Inga underarter finns listade i Catalogue of Life.